# Salignano

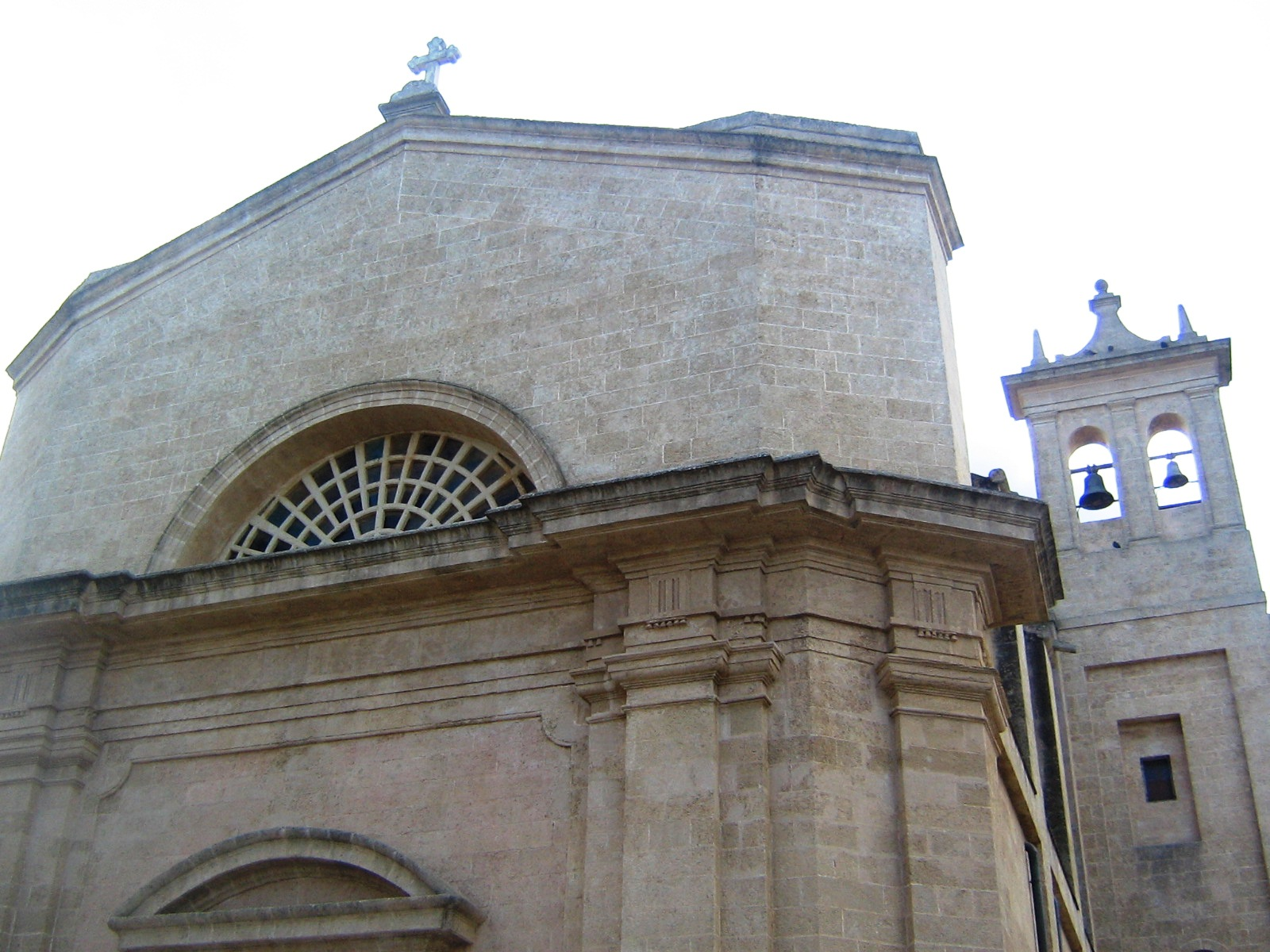
Chiesa Madre

Salignano è, insieme a Santa Maria di Leuca e Giuliano di Lecce, una delle frazioni del comune di Castrignano del Capo, in provincia di Lecce.
Piccola frazione del Capo di Leuca posta a 500 metri dal capoluogo comunale in direzione est, Salignano fu nel Medioevo un importante centro culturale, più dello stesso Castrignano.

## Monumenti

### Torre di difesa
La Torre di difesa, costruita nel 1550 in carparo locale, come deducibile da un'iscrizione sull'architrave della porta d'ingresso, sorge in piazza Vicenza, nel nucleo antico del paese. Secondo le testimonianze e i documenti di fine Ottocento, la torre di Salignano sarebbe coeva e gemella della distrutta torre di Cocumola.
La torre, costruita per difesa dalle incursioni dei pirati provenienti dal mare, ha una pianta circolare. Alta quindici metri e larga venti, è dotata di dieci piombatoi e di cinque cannoniere. Da poco ristrutturata, viene utilizzata per iniziative culturali.

## Architetture religiose

### Chiesa madre
La chiesa madre è dedicata a sant'Andrea Apostolo. La sua costruzione fu iniziata nel 1788, ma i lavori furono bloccati a metà dell'opera e ripresero solo nel 1846, per essere poi completati nel 1854 dopo un'altra interruzione. L'anno successivo, in occasione della festa del protettore, la chiesa venne consegnata ai fedeli.
Il prospetto, caratterizzato dalla presenza di paraste con capitelli corinzi, di un portale centrale e di una finestra semicircolare, è realizzato in carparo locale. L'interno a croce latina, ospita alcuni altari barocchi e tele di modesto pregio artistico.

### Chiesa della Purificazione
La Chiesa della Purificazione, risalente al Cinquecento, è una piccola struttura del centro storico. Il semplice e lineare prospetto, è caratterizzato da un piccolo portale sormontato da una statua della Vergine col Bambino. Il prospetto termina con un campanile a vela. L'interno, ad aula unica, conserva una pregevole tela raffigurante la Purificazione della Beata Vergine Maria.

### Chiesa della Madonna delle Rasce
La chiesa della Madonna delle Rasce, ora in stato di quasi completo abbandono, sorge in aperta campagna. In passato costituiva un importante luogo di sosta per pellegrini che si recavano in pellegrinaggio al Santuario di Santa Maria di Leuca,
La piccola chiesetta sorge nel luogo in cui, secondo la tradizione, sorgeva il mitico casale Criminò. I lavori di costruzione iniziarono nel 1678 e si conclusero nel 1699. La sua edificazione fu voluta per riconoscenza alla Madonna per la fine di un lungo periodo di siccità e carestia. È dedicata alla Madonna delle Grazie, ma gli abitanti del luogo la chiamano "delle Rasce" per via delle numerose piante di rovi (nel dialetto locale rasce).
L'esterno, privo di qualsiasi elemento decorativo, è caratterizzato dalla presenza di numerose croci incise sul lato destro. L'interno, ad aula unica, possiede una copertura con volta a stella, lunettatta e con dei mascheroni allegorici.

### Chiesa di San Giuseppe
La chiesa di San Giuseppe, posta a metà strada fra Santa Maria di Leuca e Castrignano del Capo, costituiva un'antica tappa per i pellegrini che dai paesi dell'entroterra erano diretti al Santuario di Leuca.
I lavori di costruzione iniziarono nel 1617. L'arrivo a Leuca degli algerini interruppe la costruzione e la chiesa rimase in abbandono. I lavori furono completati dai cittadini di Castrignano e Salignano nel 1630. Sul portale d'ingresso e sulla finestra del prospetto si possono ammirare alcune decorazioni barocche. La chiesa è completamente circondata da una pineta e viene aperta in occasione della festa di San Giuseppe, il 19 marzo. Il 29 marzo 2024 la chiesa è stata notevolmente danneggiata probabilmente in conseguenza di un evento tellurico avvenuto in Grecia.
- Leggenda

La chiesa, situata al confine tra il casale di Salignano e quello di Castrignano del Capo, fu per molti secoli contesa fra le due comunità. Di conseguenza fu contesa anche la paternità della fiera che si organizza ogni anno il 19 marzo. Il racconto popolare parla di un episodio abbastanza curioso, in conseguenza del quale la chiesa e la fiera di San Giuseppe fu consegnata agli abitanti di Salignano. I Castrignanesi, durante la processione in onore di San Giuseppe, approfittando della pioggia, abbandonarono la statua per raccogliere le lumache.

## Galleria d'immagini

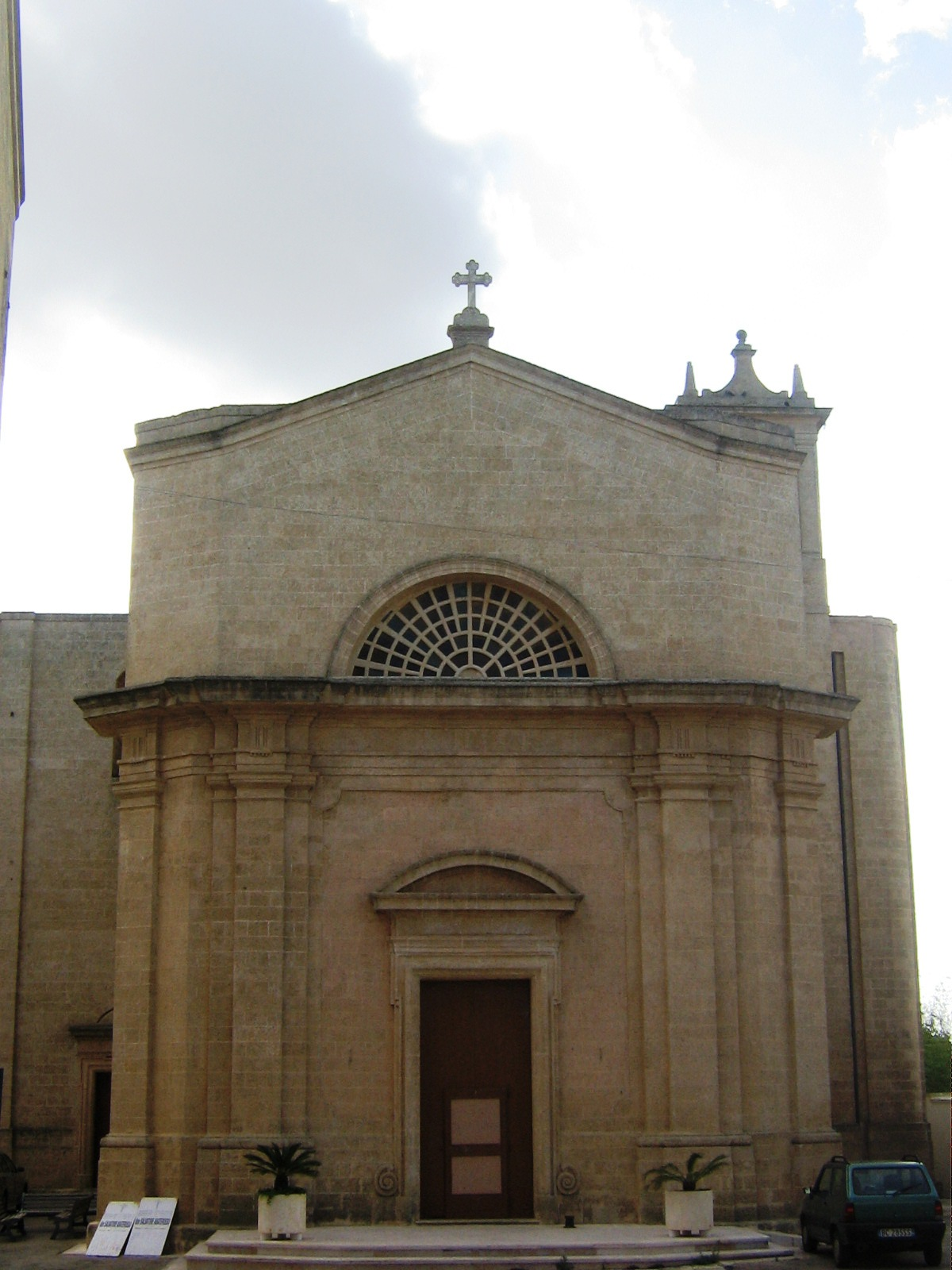
Chiesa Madre
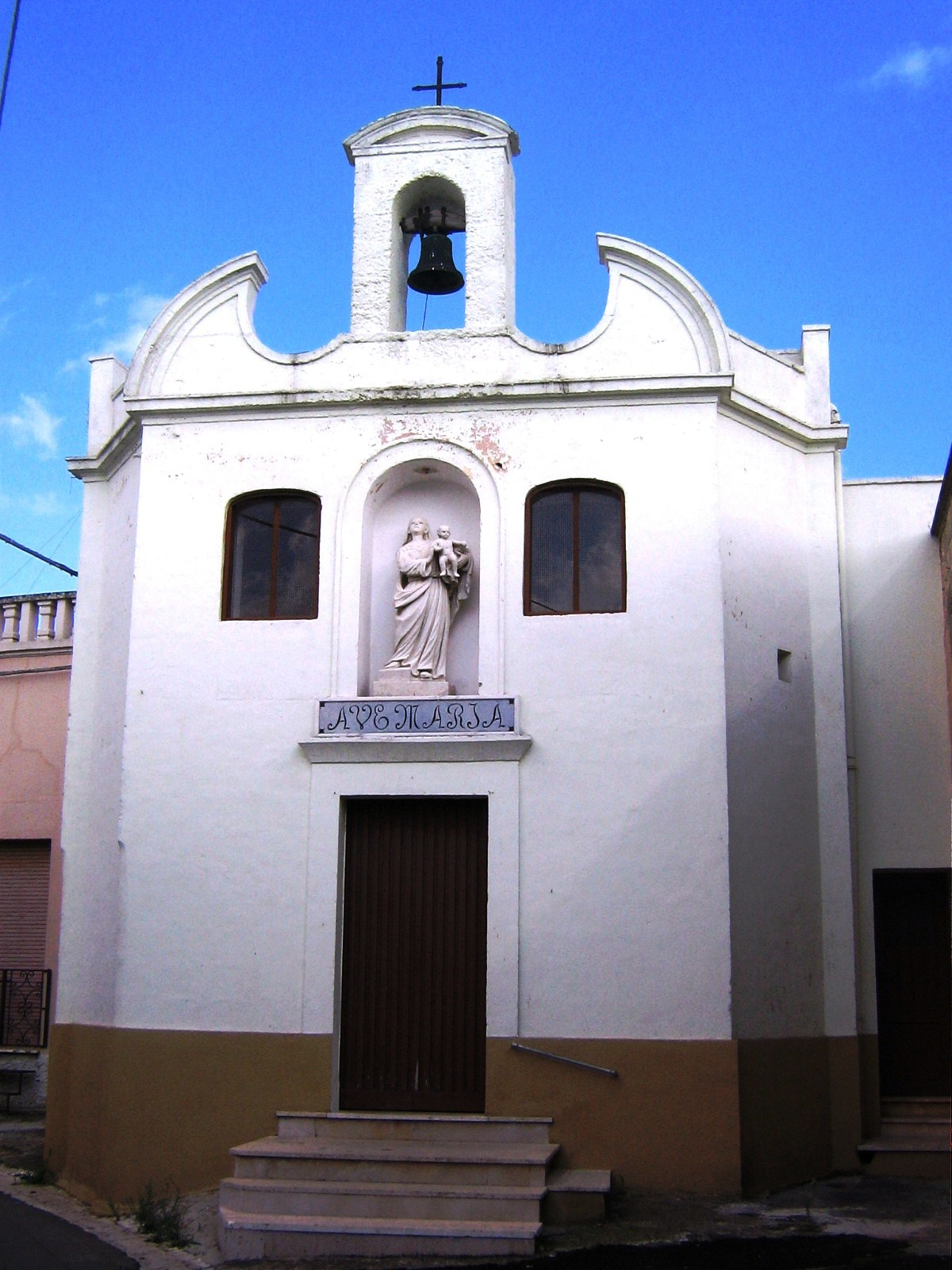
Chiesa della Purificazione
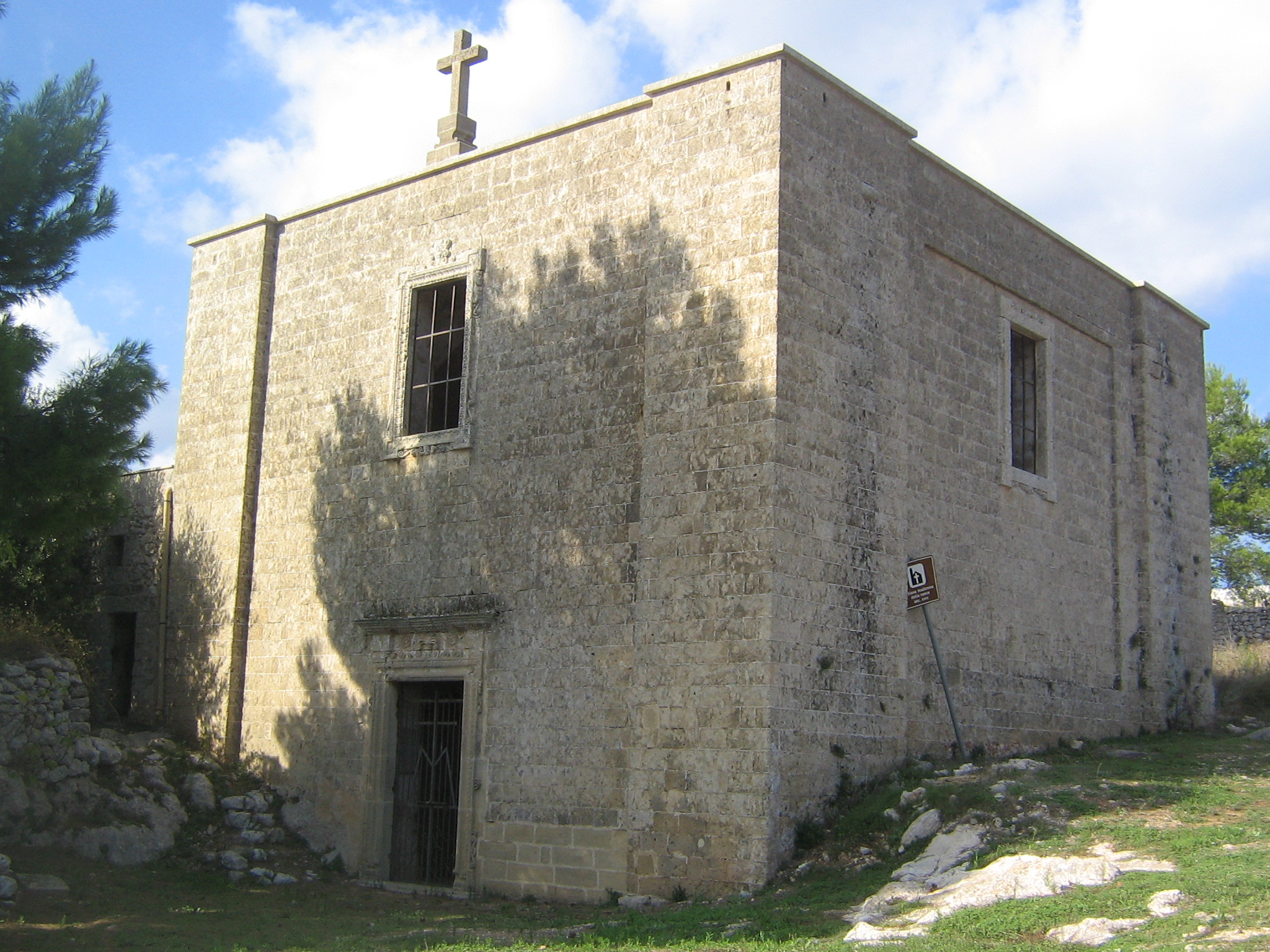
Chiesa Madonna delle Rasce
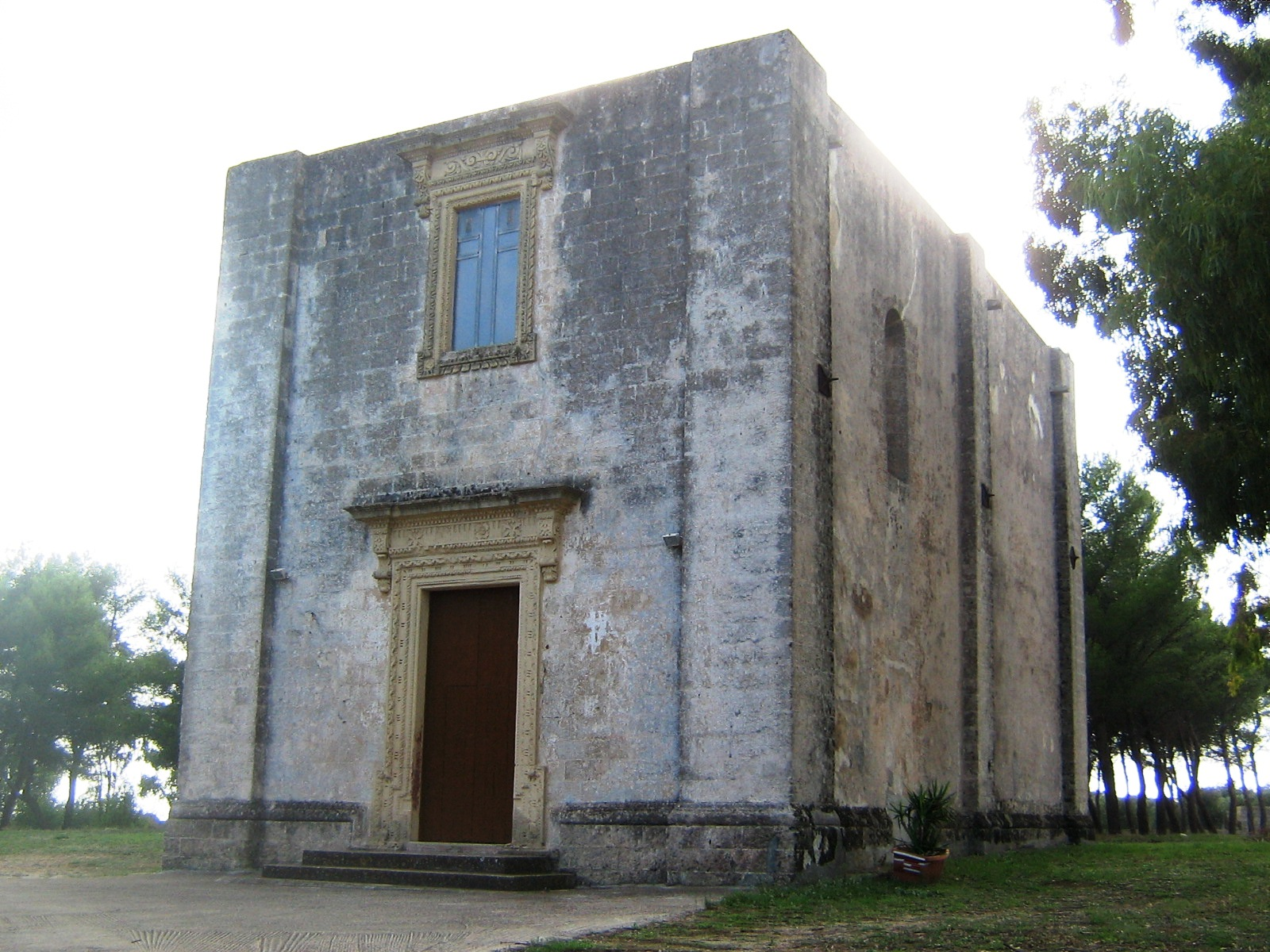
Chiesa di San Giuseppe